# برينسايبس
كان البرينسايبس (باللاتينية: Principes) قوات مشاة من حملة الرماح ولاحقاً السيوف في جيش الجمهورية الرومانية الأول. كان معظم جنود فئة البرينسايبس رجالاً في منتصف العمر بمقدارٍ متوسّط من الثراء، وكانوا قادرين على توفير عتادٍ جيّد لأنفسهم. كانوا أثقل المشاة في الفيلق الروماني، إذا حملوا تروساً كبيرة وارتدوا دروعاً عالية الجودة. كان موقعهم المعتاد هو صفَّ القتال الثاني في المعركة، حيث كانوا يقاتلون فيه بتشكيل كوينكونكس، يساندهم جنود المشاة الخفيفون. تم إلغاء تشكيل البرينسايبس إلى جانب جميع التقسيمات الطبقية الأخرى للجيش الروماني بعد إصلاحات غايوس ماريوس سنة 107 ق م.

## التاريخ
يبدو أن البرينسايبس كانوا بقايا الطبقة الثالثة - الفقيرة - القديمة في جيوش المملكة الرومانية، وظلَّت قائمةً على هذا الأساس حتى إصلاحات ماركوس فوريوس كاميلوس. كان يتولى هؤلاء الجنود في عهد المملكة الوقوف في الصفوف الأمامية لتشكيلات سلامية شديدة الضخامة، كما كانوا يوكلون أحياناً بمساندة الطبقة الأولى من المقاتلين الأثقل تسليحاً في الصفوف الأمامية. من المحتمل أنه وكنتيجةٍ للهزائم الساحقة التي تكبَّدتها روما على أيدي السامنيت والغاليين (الذين كانوا يعتمدون على تشكيلات عسكرية صغيرة مرنة الحركة)، تعلم الرومان أهميَّة المرونة وتقليل حجم وحداتهم القتالية، بما فيها الهاستاتي.

### النظام الكاميلي
مع ظهور النظام الكاميلي للجيش في القرنين الرابع والثالث قبل الميلاد، أصبح يُقسَّم جنود الجيش الروماني إلى طبقاتٍ بحسب ثرائهم، وكان البرينسايبس هم ثاني أثرى هذه الطبقات بعد الترياري. سُلِّح هؤلاء المقاتلون برماح الهاستا القصيرة، التي كان يبلغ طلوها حوالي 1.8م. وقاتلوا في تشكيلات كوينكونكس التي حملوا بها تروس السكوتوم المستطيلة الكبيرة، بينما ارتدوا خوذاتٍ برونزية زُيِّنت أحياناً ببعض الريش فوقها. كانوا يرتدون أنواعاً ثقيلة من الدروع، أشيعها هي دروع السلاسل، التي وفَّرت مقداراً جيداً من الحماية دون إعاقة حركة الجندي.
ي هذا النوع من الفيالق، كان يتضمَّن كل فيلق 900 رجل من الهاستاتي، موزَّعين على 15 وحدة تضمُّ كل منها 60 جندياً. وكان يقف البرينسايبس في صفّ القتال الثاني، وراء الهاستاتي في الصف الأول وأمام الترياري بالثالث. كان الهاستاتي هم الذين يتولون بدء المعركة ومحاولة اختراق صفوف الأعداء، ولم يكن ليتدخل البرينسايبس إلا لو فشل هذا الهجوم، فيؤول إليهم - كونهم في الصف الثاني - مهمة متابعته، أما لو فشلوا هم أيضاً، فإن الأمر يؤول إلى الترياري بالصف الثالث.

### النظام البوليبي
عند اندلاع الحروب البونية خلال القرن الثاني قبل الميلاد، أثبت النظام الكاميلي القديم في تنظيم الجيش أنه غير فعَّال بما يكفي لمحاربة جيوش قرطاجة. عندها ظهر النظام البوليبي ليحلَّ مكانه، فوفق هذا النظام، أعيد ترتيب جنود المشاة في طبقاتٍ قائمة على أعمارهم وخبرتهم القتالية عوضاً عن ثرائهم، ومن هذه النقطة أصبحت البرينسايبس من القوات القديمة وذات الخبرة العالية بالجيش، عوضاً عن أن تكون مجموعةً للجنود متوسّطي الثراء. مع ذلك، ظلَّ عتادهم ودورهم في المعركة شبيهاً جداً بما كان عليه سابقاً، باستثناء أنَّهم أصبحوا يحملون سيوف غلاديوس عوضاً عن الرماح، إلى جانب حربتين من حراب بيلوم الكبيرة يُلقُون بها على الأعداء، وتميَّزت هذه الحراب بعدم انحنائها عند السقوط على الهدف، ممَّا يجعلها تنغرز جيداً ويصبح إلقاؤها مرة أخرى أمراً عسيراً.
في هذا العهد، تمَّت زيادة عدد رجال البرينسايبس إلى 1,200 جندي في كل فيلق، موزَّعين على عشر وحداتٍ تضم كل منها 120 جندياً. وقد استبدل رفاقهم من الليفيز رماة الحراب بتشكيلٍ جديد هو الفيليتز، الذين أدوا نفس الوظيفة تقريباً (وهي رمي الأعداء بالحراب عند بداية الاشتباك لتغطية تقدُّم البرينسايبس والهاستاتي). ظلَّت تسير المعارك على النحو نفسه تقريباً، حيث يبدأ الفيليتز المعركة بمناوشة الأعداء ليغطوا تقدُّم الهاستاتي، وإذا فشل هؤلاء باختراق صفوف العدو، فإنهم يتراجعون ليحلَّ مكانهم البرينسايبس.
اتُّبع أسلوب القتال هذا بشكل شبه دائم، ولم يتم استبعاده إلى في حالات قليلة من أشهرها معركة السهول الكبرى ومعركة زامة. ففي الأولى، قرَّر سكيبيو - قائد القوات الرومانية - بدايةً أن يشكل رجاله بالأسلوب المُعتَاد، لكن بعد أن بدأ الهاستاتي بالاشتباك مع الصفوف الأمامية للأعداء، قرَّر إرسال البرينسايبس والترياري إلى جناحي الجيش، فنجح بدحر القرطاجيين وهزيمتهم. أما في زامة، فقد رتَّب سكيبيو جنوده بخطوطٍ عمودية جنباً إلى جنب، وترك بين كل خطين فراغاً واسعاً، وكان غرضه من هذا مقاومة الفيلة القرطاجية، التي اندفعت في هذه الفراغات فأصبحت هدفاً سهلاً لرماة رماح الليفيز، وقتل معظمها دون تكبيد الرومان خسائر كبيرة. وبعد الانتهاء من أمر الفيلة، عاد لتشكيل جنوده في صفوفٍ عرضيَّة، لكنه وضع قوات البرينسايبس والترياري بالوسط، بينما ترك للهاستاتي تولي جناحي الجيش، ليكونوا مستعدِّين للاشتباك مع مشاة القرطاجيين، وانتهت المعركة بانتصار الرومان.

### الإصلاحات الماريانية
أدخل غايوس ماريوس جملة كبيرة من الإصلاحات والتغييرات على الدولة الرومانية في سنة 107 ق م، كان الغرض منها معالجة نقص الطاقة البشرية في روما نتيجة الحرب مع يوغرطة جنوباً والقبائل الجرمانية شمالاً، وشملت هذه الإصلاحات إلغاء كل أشكال التقسيم الطبقي لوحدات الجيش، بما فيها البرينسايبس. فقد ألغيت تماماً متطلَّبات العمر والثراء للانضمام إلى أي تشكيل عسكري، ولم يعد الانضمام إلى الجيش يعد خدمة إلزامية، إنما أصبح مهنة يدخلها من يريد باختياره، وبالتالي أصبحت الدولة تتولَّى تسليح جميع الجنود بمعدات موحَّدة عوضاً عن أن يشتروا معداتهم بأنفسهم. أصبحت تتولى قوات الاحتياط والقوات المحلية غير المنظَّمة الأدوار الثانوية في الجيش، مثل النبالة والمناوشة وسلاح الفرسان. ولم تعد بالتالي هناك حاجة لوجود البرينسايبس أو غيرهم من القوات السابقة.